# 毘沙門台站
毘沙門台站（日语：／ Bishamondai eki */?）是位於廣島縣廣島市安佐南區毘沙門台一丁目，廣島高速交通的廣島新交通1號線（Astram線）車站。

## 歷史
- 1994年（平成6年）8月20日 - 車站啟用[1]。
- 1999年（平成11年）3月20日 - 在時間表修正後，此站成為急行列車通過站[1]。
- 2000年（平成12年） - 成為業務委託車站[2]。
- 2004年（平成16年）3月20日 - 在時間表修正後，取消急行列車班次，所有列車停靠此站[1]。
- 2009年（平成21年）8月8日 - 此站開始可以使用PASPY[1]。
- 2015年（平成27年） - 站內廣播與月台發車牌翻新至與新白島站同等級。

## 車站構造
車站是一座架空車站，設有1面2線的島式月台。月台同層設有售票機和閘機。月台下方為廣島縣道38號廣島豐平線
車站顏色為■湖綠色。

### 月台
| 月台 | 路線             | 上下行 | 方向           |
| ---- | ---------------- | ------ | -------------- |
| 1    | ■廣島新交通1號線 | 下行   | 廣域公園前方向 |
| 2    | ■廣島新交通1號線 | 上行   | 本通方向       |

## 車站周邊
- 廣島縣立安古市高等學校（日语：広島県立安古市高等学校）
- 廣島縣立安佐中學（日语：広島市立安佐中学校）
- 廣島市立毘沙門台小學（日语：広島市立毘沙門台小学校）
- 大眾食堂半田屋（日语：半田屋） 毘沙門店
- Honda Cars（日语：Honda Cars店） 廣島 安佐南大町店

## 利用狀況
以下數據取自《廣島市統計書》。Astram線公開了「1年總乘車人次」和「1年總下車人次」。1日平均乘車人次數據中，是以當年度的總乘車人次除以365（閏年為366），再取自小數點後1位。Astram線所提供的數據以1,000人為單位，因此，平均數中會有誤差。
| 年度               | 1日平均 乘車人次 | 1年總 乘車人次 | 1年總 下車人次 |
| ------------------ | ---------------- | -------------- | -------------- |
| 1995年（平成07年） | 1,459.0          | 534,000        | 435,000        |
| 1996年（平成08年） | 1,621.9          | 592,000        | 464,000        |
| 1997年（平成09年） | 1,646.6          | 601,000        | 468,000        |
| 1998年（平成10年） | 1,693.2          | 618,000        | 479,000        |
| 1999年（平成11年） | 1,836.1          | 672,000        | 524,000        |
| 2000年（平成12年） | 1,846.6          | 674,000        | 524,000        |
| 2001年（平成13年） | 1,876.7          | 685,000        | 546,000        |
| 2002年（平成14年） | 1,794.5          | 655,000        | 533,000        |
| 2003年（平成15年） | 1,745.9          | 639,000        | 522,000        |
| 2004年（平成16年） | 1,783.6          | 651,000        | 536,000        |
| 2005年（平成17年） | 1,838.4          | 671,000        | 563,000        |
| 2006年（平成18年） | 1,874.0          | 684,000        | 575,000        |
| 2007年（平成19年） | 1,945.4          | 712,000        | 618,000        |
| 2008年（平成20年） | 1,983.6          | 724,000        | 641,000        |
| 2009年（平成21年） | 1,964.4          | 717,000        | 637,000        |
| 2010年（平成22年） | 1,969.9          | 719,000        | 647,000        |
| 2011年（平成23年） | 2,005.5          | 734,000        | 664,000        |
| 2012年（平成24年） | 2,008.2          | 733,000        | 666,000        |
| 2013年（平成25年） | 2,063.0          | 753,000        | 684,000        |
| 2014年（平成26年） | 2,002.7          | 731,000        | 668,000        |
| 2015年（平成27年） | 2,087.4          | 764,000        | 697,000        |
| 2016年（平成28年） | 2,131.5          | 778,000        | 712,000        |
| 2017年（平成29年） | 2,186.3          | 798,000        | 732,000        |
| 2018年（平成30年） | 2,211.0          | 807,000        | 735,000        |
| 2019年（令和元年） | 2,133.9          | 781,000        | 711,000        |

## 相鄰車站
廣島高速交通
廣島新交通1號線（Astram線）
大町－毘沙門台－安東

## 注腳
1. 1 2 3 4 5  曾根悟（監修）. 朝日新聞出版分冊百科編集部（編集） , 编. . 週刊朝日百科. 30号 モノレール・新交通システム・鋼索鉄道. 朝日新聞出版. 2011-10-16: 25 （日语）.
2. ↑   (PDF). 廣島高速交通.   [2017-08-08]. （原始内容存档 (PDF)于2021-06-02） （日语）.

## 外部連結
- Astram線　官方網站 （页面存档备份，存于）（日語）